# Тарновское воеводство
Тарновское воеводство (пол. województwo tarnowskie) — существовавшее в Польше в период 1975—1998 годов как основные единицы административного деления страны.
Одно из 49 воеводств Польши, которые были упразднены в итоге административной реформы 1998 года. Занимало площадь 4151 км². В 1998 году насчитывало 700 800 жителей. Столицей воеводства являлся город Тарнув.
В 1999 году территория воеводства отошла большей частью к Малопольскому воеводству и несколько гмин — к Подкарпатскому воеводству.

## Города
Города Тарнувского воеводства по числу жителей (по состоянию на 31 декабря 1998 года):
1. Тарнув (121 494)
2. Дембица (49 107)
3. Бохня (29 887)
4. Бжеско (17 859)
5. Домброва-Тарновска (11 178)
6. Тухув (6292)
7. Жабно (4354)
8. Пильзно (4345)
9. Радомысль-Вельки (2484)
10. Ченжковице (2464)

## Население
| Год       | 1975    | 1980    | 1985    | 1990    | 1995    | 1998    |
| Население | 577 900 | 607 000 | 641 500 | 670 300 | 693 500 | 700 800 |